# Tala sanning
Tala sanning! (belarusiska: Гавары праўду Havary Praudu) är en politisk rörelse i Belarus, som grundades i februari 2010 av den belarusiske poeten Uladzimir Njakljajeu. Rörelsens syfte är att sprida sann information, i kontrast mot de lögner som man menar att Belarus president Aleksandr Lukasjenka sprider.